# 十字架一
十字架一（γ Cru / 南十字座γ），英文名Gacrux，是距离太阳最近的红巨星。根据依巴谷卫星的视差测量，十字架一距离太阳大约88光年。视星等1.64，是南天拱极星座南十字座內第三亮的恆星，并且是全天最亮星之一。由於十字架一位於赤緯-60度的天空，所以只有在北回歸線以南的地方才可以看到它。

## 物理特性
| 周期 (天) | 振幅 (星等) |
| --------- | ----------- |
| 12.1      | 0.016       |
| 15.1      | 0.027       |
| 16.5      | 0.016       |
| 54.8      | 0.026       |
| 82.7      | 0.015       |
| 104.9     | 0.016       |

十字架一的恒星分类为M3.5III。它已经演化离主序带，变成一颗红巨星，但是现在很可能是在红巨星分支而不是渐近巨星分支。虽然质量只比太阳大30%，在这个阶段它已经膨胀到90倍太阳半径。辐射出大约1000倍太阳光度，外层大气温度约3,400K，它的颜色是显著的橙红色。它是一个半规则变星，有多重的周期。（见左边的表格）
该星的大气层有丰富的钡，通常是解释为从更加演化的伴星转移的物质。通常这个伴星会变成白矮星。但是并没有发现此类伴星。一个6.4等的伴星与主星的距离大约2弧分，角距離為128°，可用雙筒望遠鏡觀測到。但它只是光学伴星，距离地球大约400光年。

## 外部連結
- . SolStation.   [2005年12月5日]. （原始内容存档于2012年3月14日）.